# Ward (Verwaltungseinheit)

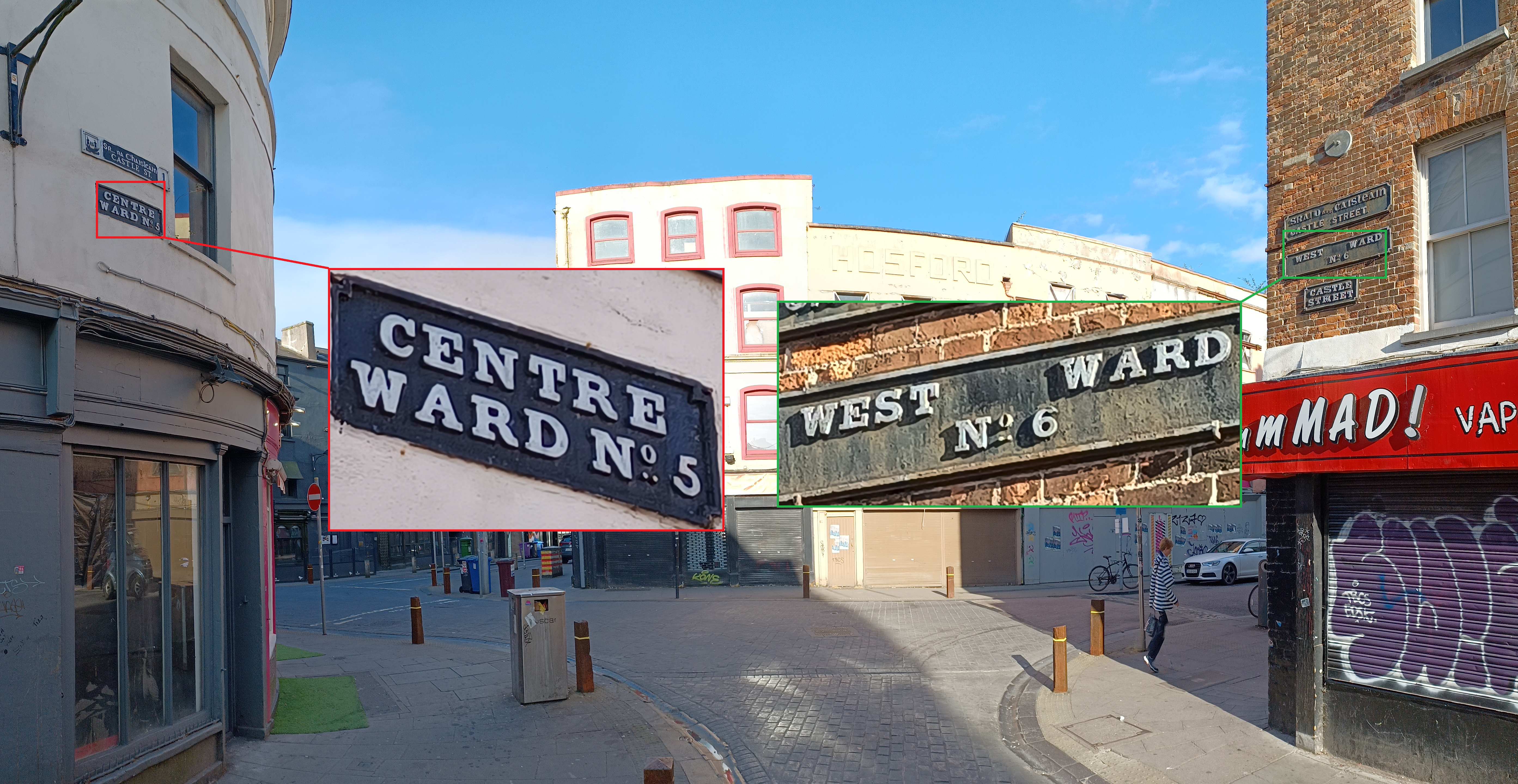
Zwei Wards links und rechts der Castle Street in Cork, Irland, die bis 1914 verwendet wurden

Als ward [wɔ:rd] wird in Australien, Irland, Kanada, Neuseeland, Südafrika, im Vereinigten Königreich und den Vereinigten Staaten ein Wahlbezirk innerhalb einer Gemeinde bezeichnet.
Das englische Wort ist germanischen Ursprungs, stammt von altenglisch weard für ‚Wache‘ ab und wurde im Mittelenglisch von altfranzösisch warde für ‚Wächter‘ beeinflusst. Wards werden üblicherweise nach Bezirken, Straßen, Kirchspielen, Wahrzeichen, Gegenden und in manchen Fällen nach historischen Personen aus dieser Region benannt. In den Vereinigten Staaten werden wards häufig nur nummeriert.
Nationales:
- In England und Wales ist ein ward eine Verwaltungseinheit einer Stadt oder eines Borough, die typischerweise ein Wahlbezirk mit eigenen Abgeordneten ist, also ein Wahlkreis.[2]
- In einigen Städten Indiens wie beispielsweise Mumbai sind wards administrative Einheiten der Stadt.
- In Nepal bilden 5 bis 35 wards oder auch wada genannt, eine politische Untereinheit eines Village Development Committee, diese wiederum bilden einen Distrikt.[3]
- Auf den Salomonen werden die neun Provinzen und der Hauptstadtbezirk in 183 wards untergliedert.[4]
- In Sierra Leone sind wards die kleinste politische Verwaltungseinheit, welche vor allem für Wahlen verwendet werden.[5]

Englisch genannt finden sich beispielsweise auch:
- In Japan werden große Städte oft in 区 ku verwaltungstechnisch unterteilt.
- In Vietnam ist ein phường eine administrative Untereinheit eines innerstädtischen Bezirks (quận).